# Naísso
Naísso (em latim: Naissus) foi um assentamento romano da província da Dácia Mediterrânea, na atual Sérvia, que corresponde à cidade de Nis. Foi também uma fortaleza legionária no tempo de Augusto. Foi o local de nascimento do imperador Constantino I.